# Howards End
Howards End est un roman britannique d'Edward Morgan Forster publié en 1910. Le roman présente un conflit de classes dans l’Angleterre du tournant du XXe siècle. Son thème principal montre l’importance et la difficulté des gens de communiquer les uns avec les autres.

## Résumé
Le roman met en scène trois familles qui représentent différentes couches des classes moyennes de l’époque édouardienne. Les Wilcox sont de riches capitalistes qui ont fait fortune aux colonies. Les sœurs Schlegel, en partie d’origine allemande, représentent la bourgeoisie intellectuelle et ont beaucoup en commun avec le Bloomsbury Group fréquenté par Forster. Les Bast sont un couple issu de la classe laborieuse. Les sœurs Schlegel essaient d’aider les Bast et de lutter contre les préjugés des Wilcox. Margaret, la sœur aînée des Schlegel, sympathise avec Ruth Wilcox qui souhaite lui laisser sa maison de Howards End, puis devient l’épouse de Henry Wilcox. Helen Schlegel essaie d’aider Leonard Bast, mais elle devient sa maîtresse. Enceinte, elle fuit à l'étranger.

## Accueil critique
À sa sortie, les critiques d'Howards End furent enthousiastes, le Daily Mail parlant de grand roman de la saison littéraire, le Daily Telegraph déclarant : « M. E. M. Forester fait partie des grands romanciers. » Pour le supplément littéraire du Times, « c'est un livre très remarquable et original ».

## Éditions françaises
- 1950 : Le Legs de Mrs. Wilcox - Plon, coll. « Feux croisés »[1]
- 1982 : Howards End - U.G.E., coll. « 10/18 », série Domaine étranger no 1509, (ISBN 2-264-00464-9)
- 1992 : Howards End : le legs de Mrs Wilcox - C. Bourgois,  (ISBN 2-267-01129-8)
- 2011 : Rencontres et destins / Edward Morgan Forster (Réunit : Le plus long des voyages ; Avec vue sur l'Arno ; Howards End ; Route des Indes ; Arctic Summer - Éditions Omnibus,  (ISBN 978-2-258-07043-1)
- 2015 : Howards End : le legs de Mrs Wilcox - Le Bruit du temps,  (ISBN 978-2-35873-086-0)

## Adaptations
- 1992 : Retour à Howards End (Howards End), film britannique de James Ivory, adaptation du roman Howards End d'Edward Morgan Forster, avec Anthony Hopkins, Emma Thompson, Helena Bonham Carter et Vanessa Redgrave.
- 2017 : Howards End, mini-série télévisée britannique de Hettie MacDonald, adaptation du roman Howards End d'Edward Morgan Forster, avec Hayley Atwell, Matthew Macfadyen, Philippa Coulthard et Julia Ormond.